# Сан Ђовани (Порденоне)
Сан Ђовани је насеље у Италији у округу Порденоне, региону Фурланија-Јулијска крајина.
Према процени из 2011. у насељу је живело 1410 становника. Насеље се налази на надморској висини од 50 м.